# Ханахаки болест
Ханахаки болест (花吐き病 Ханахаки-бјо) досл. болест повраћања цвећа је фиктивна болест коју карактерише раст цвећа у телу као резултат неузвраћене љубави. Овај троп потиче из шоџо манги и постао је понављајућа тема у раду обожавалаца (енгл. fan labor) као што су фанфикција, визуелна уметност, поезија и косплеј.

## Концепт и порекло
Болест се манифестује као физичка реакција на неузвраћену љубав, најчешће резултирајући растом цвећа у плућима, срцу или грлу оболелог лика. Главни симптом је кашљање или повраћање цветних латица, што напредује до повраћања целих цветова како се стање погоршава. Ако се не лечи, болест се обично приказује као смртоносна, а смрт настаје услед гушења.
У већини наратива, Ханахаки болест се приказује као излечива на један од два начина. Први и најчешћи лек је узвраћање романтичних осећања од стране особе у коју је оболели заљубљен. Када се успостави обострана љубав, цвеће нестаје, а симптоми се одмах повлаче. Други метод укључује хируршко уклањање цвећа, што омогућава оболелом да преживи, али по цену губитка романтичних осећања према вољеној особи. Ако се не примени ниједан од лекова, болест је обично фатална и напредује све док се лик не угуши од цвећа. У многим приказима, оболели лик одбија операцију, преферирајући смрт него заборављање своје неузвраћене љубави.
Термин ханахаки је портманто изведен из јапанских речи јап. 花, што значи цвет, и јап. 吐きます, што значи повраћати. Ханахаки болест потиче из манги, иако тачно порекло тропа остаје несигурно. Ханахаки болест је популаризовала јапанска шоџо манга из 2009. године јап. 花吐き乙女 ауторке ja. Верује се да су слични концепти кружили у источноазијским заједницама обожавалаца — посебно у Јапану и Јужној Кореји — пре објављивања манге, и постали су препознатљив троп у западним круговима обожавалаца у бројним фандомима и на различитим платформама.

## Популарност и критика
Троп је стекао популарност на веб-сајтовима на енглеском језику, где се често приказује у фанфикцији, визуелној уметности, поезији, косплеју и другим облицима медија које стварају обожаваоци. Широко прихватање Ханахаки болести у фандомима углавном је последица њеног мелодрамског потенцијала и визуелне симболике. Употреба цвећа као мотива омогућава креативну интерпретацију и персонализацију у различитим фандомима и динамикама међу ликовима.... Ханахаки болест је уско повезана са квир књижевношћу, посебно са романтичним паровима из жанра дечачке љубави (BL). Већ је била широко популаризована у BL мангама пре него што је стекла популарност у западним заједницама обожавалаца. Значајан део фанфикције означене овим тропом на платформама као што је Archive of Our Own (AO3) укључује истополне везе; до 18. септембра 2023. године, преко 70% фанфикција означених са „Hanahaki Disease“ на овом онлајн репозиторијуму фанфикције приказује геј везе. У овом контексту, болест се често тумачи као манифестација потиснуте или друштвено неприхватљиве жеље, што резонује са историјским и културним анксиозностима везаним за квир идентитет. Значајан пример политичке фанфикције која се тиче овог тропа је прича која укључује Доналда Трампа и Џоа Бајдена, у којој Трамп добија Ханахаки болест.
Ханахаки болест је добила критичку пажњу због својих тематских импликација и наративне структуре, посебно у вези са квир репрезентацијом и емоционалном динамиком. Један извор разматра задатак аутоматског додељивања упозорења на садржај документима фанфикције који могу садржати теме попут Ханахаки болести. Пишући за Acta Victoriana, Елиса Пења је изразила забринутост због начина на који троп додељује емоционалну одговорност, појачава трагичне квир наративе и потенцијално доприноси фетишистичким или патологизујућим приказима истополних веза. Такође је приметила да приче о Ханахакију могу ненамерно појачати проблематичне тропе, укључујући трагичну судбину квир ликова или пребацивање емоционалне одговорности на предмет љубави. Троп хируршког уклањања је посебно коментарисан јер симболизује брисање личног идентитета или романтичне оријентације у замену за физички опстанак.
Троп је такође критикован због појачавања везе између квир веза и трагедије. Како су приче о Ханахакију често смештене у контекст мушко-мушких романтичних парова, посебно у BL мангама и западној слеш фикцији, често приказивање смрти или емоционалног брисања као исхода тумачено је као одраз дугогодишњих културних наратива који квир везама ускраћују могућност среће. Ово је упоређено са историјским наративним нормама, као што су оне кодификоване Хејзовим кодексом, које су налагале трагичне судбине за квир ликове. Стога се завршеци у Ханахаки причама понекад посматрају као наставак шире медијске традиције у којој је квир љубав представљена као осуђена на пропаст или суштински тужна.